# Amoebophilus dangeardii
Amoebophilus dangeardii är en svampart som beskrevs av K. Miura 1978. Amoebophilus dangeardii ingår i släktet Amoebophilus och familjen Cochlonemataceae.   Inga underarter finns listade i Catalogue of Life.